# Wallburg Großenritte
Die Wallburg Großenritte ist eine keltische Wallburg auf dem Burgberg westlich von Großenritte, einem westlichen Stadtteil von Baunatal im Landkreis Kassel in Nordhessen.

## Beschreibung
Der fast durchgehend bewaldete Burgberg ist ein 439,6 m ü. NHN hoher erloschener Vulkan am Ostrand der zum Habichtswälder Bergland gehörigen Langenberge.

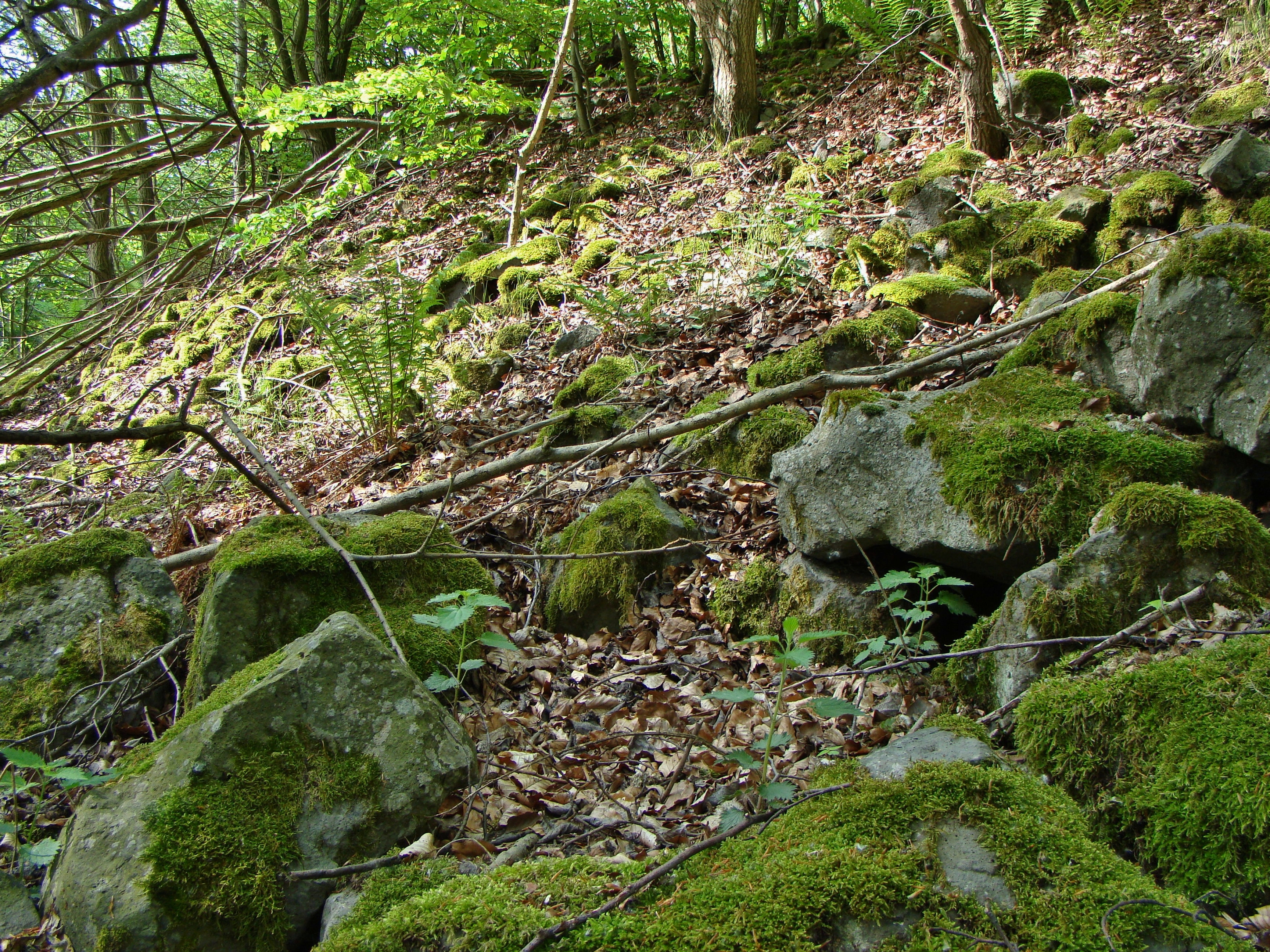
Reste des Ringwalls
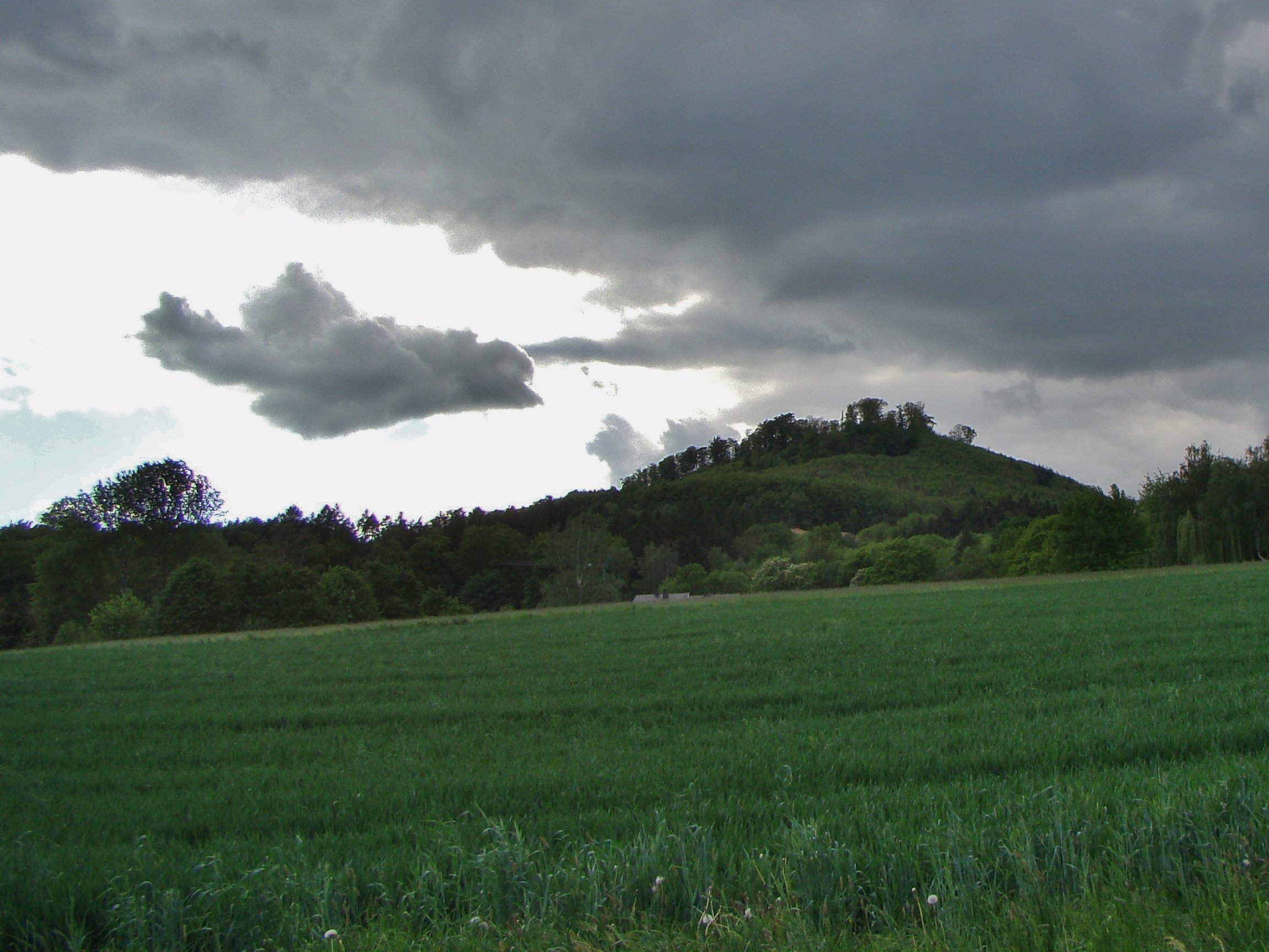
Der Burgberg von Osten

Auf dem rund 200 × 120 Meter großen Gipfelplateau befand sich eine wohl nur zeitweise bewohnte vorgeschichtliche Höhensiedlung. An der flacheren Westseite war die Siedlung durch einen teilweisen Ringwall geschützt, von dem heute noch Reste vorhanden sind. An den drei anderen Seiten boten die steil abfallenden, felsigen Berghänge Schutz, sodass dort keine Wälle notwendig waren.
Die ältesten dort von menschlicher Anwesenheit zeugenden Funde stammen aus der jungsteinzeitlichen Michelsberger Kultur, aber eine dauerhafte Besiedlung bereits in dieser Zeit ist unwahrscheinlich. Weitere Funde stammen aus der Hallstattzeit, um 800 bis 400 v. Chr., als das Bergplateau längerfristiger bewohnt und vermutlich auch bereits befestigt war.